# Krzysztof Nowak
Krzysztof Damian Nowak, né le 27 septembre 1975 et mort le 26 mai 2005 à Wolfsbourg, était un footballeur polonais des années 1990.

## Biographie
En tant que milieu, Krzysztof Nowak fut international polonais à 10 reprises (1997-1999) pour un but inscrit.
Il joua dans différents clubs polonais (Sokół Pniewy, GKS 71 Tychy et Legia Varsovie), grecs (Panachaiki), brésiliens (Clube Atlético Paranaense) et allemands (VfL Wolfsburg). Il remporta le Championnat du Paraná de football en 1998.
En 2002, il apprend qu'il souffre d'une maladie qui touche les motoneurones et doit arrêter le football. En 2004, il créa une fondation ayant pour but de trouver une solution contre cette maladie. Mais il décède de cette maladie en 2005.

## Palmarès
- Championnat de Pologne de football
  - Vice-champion en 1996
- Championnat du Paraná de football
  - Champion en 1998